# Кракатау
Кракатау е вулканичен остров. Формира се преди един милион години, на запад от остров Ява, Индонезия. Многобройните изригвания разрушават върха му, а наоколо изникват нови вулканични конуси и образуват остров Кракатау.

## Изригването през 1883 г.
На 26 август 1883 г. се чува взрив и се издига огромен черен облак от вулканична пепел. На следващия ден островът е пометен от чудовищна експлозия – най-мощното вулканично изригване, известно на учените. Две трети от Кракатау изчезват, части от острова политат на височина 70 – 80 km и се разпръскват на площ от 1 000 000 km². Взривът е чут чак в Австралия и в югоизточните части на Русия. Над 19 km³ скали, раздробени на прах, излитат във въздуха, закривайки Слънцето. В продължение на 3 дни район с радиус 280 km потъва в мрак. Вълни цунами с размери 57 m достигнат бреговете на Ява и Суматра и унищожават крайбрежните селища. Загиват общо 37 хил. души.
Последиците от гигантския взрив са почувствани в цял свят. Температурите спадат с няколко градуса, тъй като вулканичният прах спира слънчевите лъчи. Дори в много отдалечени райони са наблюдавани невероятно красиви залези, а Луната често е синя или зелена в резултат на отражението на светлинните лъчи от праха във въздуха. Сеизмичните вълни от изригването достигнат до Лондон и повишават нивото на река Темза.

### Анак Кракатау
През 1927 г., на 300 m под морската повърхност, на мястото на саморазрушилия се Кракатау има ново вулканично изригване и над морето се появява малък вулканичен конус. Последвалите изригвания увеличават площта му. Образува се малък остров с височина 188 m, наречен Анак Кракатау („Детето на Кракатау“). Вулканичната дейност на Анак Кракатау продължава и той расте всяка година средно с 6,8 m.

## Географско определение
Индонезия има над 130 действащи вулкана, повече от всяка друга държава. По-голямата част от тези вулкани лежат върху два от най-големите острови на Индонезия – Ява и Суматра. Тези два острова са разделени от пролива Сунда.
Преди изригването през 1883 г. Кракатау се състои от два основни острова: Ланг (превежда се като „дълго“), който сега се нарича Раката Кецил (или „Дължина“), и Ферлатен (превежда се като „изоставен“ или „пустеещ“), който сега се нарича Сертунг. Преди 1883 г. самият остров е 9 km дълъг и 5 km широк. След избухването от острова остава само половината, 2 km². Връх Кракатау е висок 300 m и всяка година расте с около 5 m. Преди взрива връх Кракатау се състи от три вулканични конуса: Раката (820 m) на юг; Данан (450 m) на север и Пербоуатан (120 m) на север, докато сега Кракатау се състои от единичен връх, висок 300 m. Кракатау е активен и изригва редовно от един до три пъти седмично.